# Као у лошем роману
„Као у лошем роману” је југословенски ТВ филм из 1974. године који је режирао Томислав Радић.

## Улоге
| Глумац           | Улога |
| ---------------- | ----- |
| Вања Драх        |       |
| Кораљка Хрс      |       |
| Саша Виолић      |       |
| Звонимир Зоричић |       |